# Тригрошова опера

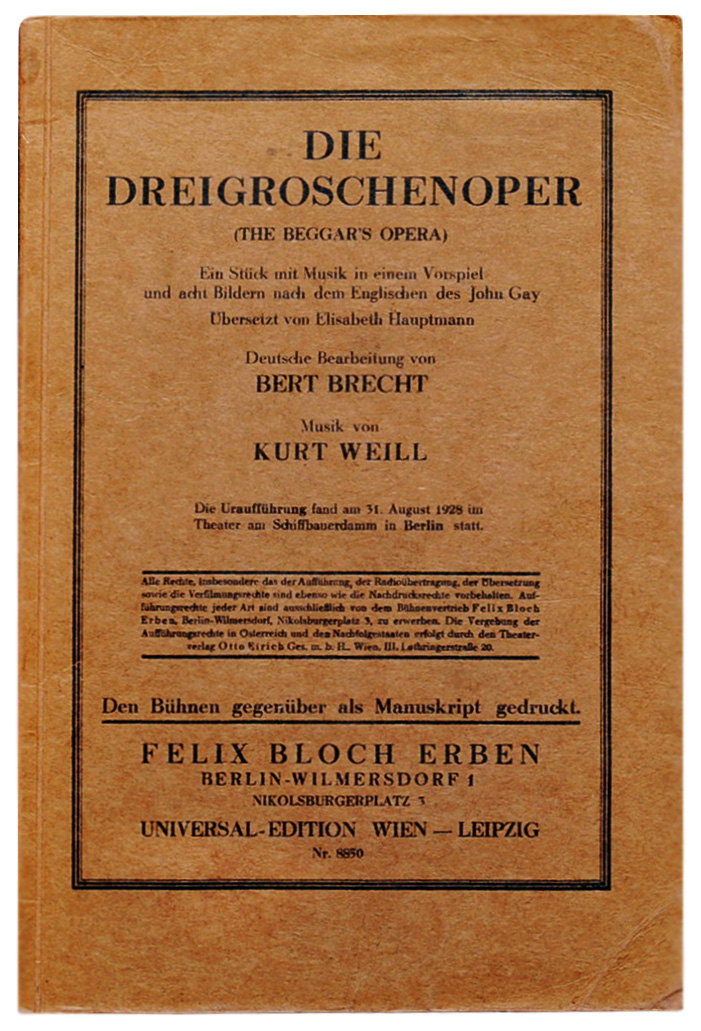

«Тригрошо́ва о́пера» (нім. Die Dreigroschenoper) — п'єса на три дії, один з найвідоміших творів німецького поета і драматурга Бертольта Брехта.

## Історія створення
Основою для сюжету п'єси стала знаменита «Опера жебраків» Джона Ґея (1728), написана в жанрі баладної опери і заснована на пригодах реальних лондонських шахраїв Джека Шепарда і Джонатана Вайлда. Переробку «Опери жебраків» Брехту замовив Йозеф Ауфріхт, призначений перед цим директором Театру на Шиффбауердаммі(рос.); лібретто переклала німецькою мовою письменниця Елізабет Гауптман. У процесі переробки Брехт майже не змінив сюжету, але в його версії з'явилися нові персонажі і змінилося трактування низки образів. Так, якщо у Ґея Мекхіт був благородним розбійником (як і його прототипи), а Пічем — спритним підприємцем, то Брехт позбавив Мекхіта благородства: він прагне звести кровопролиття до мінімуму, але це не більше ніж ділова раціоналізація кровопролиття; у «Тригрошовій опері» обидва головні герої — буржуа і підприємці, і обидва по суті розбійники.
Музика в цій п'єсі Брехта відігравала ще важливішу роль, ніж в усіх попередніх; публікуючи «Тригрошову», Брехт вказав, що написана вона «за участю» композитора Курта Вайля, оскільки тексти зонгів нерідко народжувалися разом із музикою. Як свого часу Й.-К. Пепуш, співавтор Ґея, спародіював в «Опері жебраків» придворну оперу Ґ.-Ф. Генделя, так і Вайль у своїй музиці пародіював стару оперу, вплітаючи в мелодії зонгів джазові мотиви(рос.).
Написана у 1928 році, «Тригрошова опера» тоді ж була поставлена в Театрі на Шиффбауердамм і мала сенсаційний успіх; зонги із вистви отримали широку популярність. При цьому не обійшлося і без скандалу: в декількох зонгах, не найзнаменитіших, Брехт використовував вірші Франсуа Війона, забувши вказати автора. Так, «Балада сутенера» була вільним перекладом «Балади про Війона і товстуху Марго» французького поета; таким же вільним перекладом Війона була «Балада про приємне життя»; «Пісня про Соломона Мудрого», яку Брехт пізніше в дещо зміненому вигляді включив і в «Матінці Кураж», — переробка «Балади про дурощі любові»; переробкою пісні Війона був і невеликий зонг «Про співчуття просить вас Мекхіт».; нарешті, переробка двох балад Війона — «Епітафії, написаною Війоном для нього і його товаришів в очікуванні шибениці» і «Балади, в якій Війон просить в усіх пощади» — у Брехта перетворилася на «Баладу, в якій Мекхіт просить в усіх вибачення». Цей плагіат обурив впливового берлінського критика Альфреда Керра, а інший критик, Карл Краус, виправдав Брехта його «аморальною чистотою». У 1946 році Брехт написав нову «Баладу про приємне життя» і нові строфи для «Балади, в якій Мекхіт...»; повністю переписав і «Солдатську пісню» («Від Гібралтара до Пешавара»), — у новій версії це була пісня солдатів Другої світової війни і починалася словами: «Фріц був штурмовик, і Карл був фашист»..
У 1929 році в Берліні вийшла окрема збірка «Зонги з Тригрошової опери». Повний текст п'єси було опубліковано у 1931 році разом зі сценарієм «Шишка» і матеріалами судового процесу з приводу фільму Ґ.-В. Пабста «Тригрошова опера»(рос.).

## Дійові особи
- Мекхіт, на прізвисько Меккі-ніж
- Джонатан Джеремія Пічем, власник фірми «Друг жебрака»
- Селія Пічем, його дружина
- Поллі Пічем, його донька
- Браун, шеф лондонської поліції
- Люсі, його донька
- Дженні-Малина
- Сміт
- Кімбл, священник
- Філч
- Вуличний співак
- Бандити
- Жебраки
- Повії
- Констеблі

## Сюжет
Дія відбувається у вікторіанській Англії, в лондонському районі Сохо. «Жебраки просять милостиню, злодії крадуть, повії гуляють». На ярмарку вуличний співак розповідає про пригоди місцевого бандита Меккі-Ножа, неофіційного, але істинного хазяїна району, чиї злочини залишаються безкарними. Серед його слухачів і сам Мекхіт, що збирається одружуватися на красуні Поллі Пічем, батько якої теж місцевий авторитет, але на іншому терені: він проводир лондонських жебраків. У розділеному на чотирнадцять районів Лондоні всякий охочий займатися жебрацтвом повинен виправити ліцензію у фірми «Джонатан Джеремия Пічем і Ко». Окрім плати за ліцензію і «екіпіровку» відповідно до «п'яти основних типів убозтва, здатних зачепитити людські серця́», фірма Пічема отримує і 50 відсотків від щоденного виторгу. Проте Пічем не збирається видавати свою доньку заміж — ні за Мекхіта, ні за кого б то не було.
У нетрях Сохо, в стайні, яку підручні Мекхіта за допомогою вкрадених, не без кровопролиття, меблів і килимів перетворюють на розкішне приміщення, Поллі потай від батьків справляє своє весілля з бандитом. Не зумівши запобігти весіллю, Пічем намагається позбавитися від зятя за допомогою поліції: Мекхіт давно заслужив на шибеницю. Але шеф лондонської поліції Браун і Мекхіт — старі друзі, колись вони разом служили в Індії і відтоді роблять один одному послуги: «Не було випадку, — говорить Мекхіт, — щоб я, простий грабіжник, повернувся із здобиччю і не передав частини її, солідної частини, своєму другу Брауну в знак і свідоцтво моєї незмінної вірності ...Не було також випадку, щоб він, всемогутній шеф поліції, призначив облаву, не сповістивши про це друга своєї юності». Браун поступається аргументам Пічема, але тут же, за допомогою Поллі, попереджає Мекхіта про майбутній арешт.
Мекхіт збирається цілком переключитися на банкірську діяльність: це і прибутковіше, і безпечніше. Оскільки респектабельному банкірові головорізи не потрібні, він складає для Брауна список своїх спільників і, передавши усі справи Поллі, зникає.
Пані Пічем, не покладаючись на Брауна, підкуповує повій, до яких часто навідується Мекхіт. Як вона і припускала, король лондонських бандитів, замість того щоб покинути місто, приходить в будинок розпусти, і колишня подружка, Дженні-Малина, здає його констеблеві Сміту. Поліцейські доставляють Мекхіта у в'язницю, — Браун у відчаї, тим більше що начальник в'язниці злий на Мекхіта за інтрижку з його донькою, Люсі. Сама ж Люсі гнівається з приводу його одруження на Поллі. Але Мекхіт заявляє, що і не думав одружуватися і пропонує дівчині руку і серце; і навіть коли до в'язниці приходить Поллі, він продовжує наполягати на тому, що не одружений. Люсі допомагає Мекхіту втекти.
Невдоволений діями Брауна Пічем вирішує підставити шефа поліції: організовує виступ жебраків, щоб зіпсувати святкування з нагоди коронації демонстрацією голоду і убогості. Шантажуючи Брауна, якого парад жебраків може призвести до відставки, Пічем домагається арешту Мекхіта, ще раз зрадженого повіями. У в'язниці, в очікуванні страти, Мекхіт намагається підкупити констебля Сміта, але ні Поллі, ні соратники не можуть доправити йому необхідної суми; чи не хочуть: навіть попрощатися з ватажком приходять далеко не усі, адже коронації трапляються не щодня. Мекхіт сходить на ешафот. Але тут верхи на коні з'являється королівський вісник — Браун: з нагоди коронації королева повеліває звільнити капітана Мекхіта, одночасно даруючи йому звання спадкового дворянина, замок Мармарел і довічну ренту в десять тисяч фунтів. Усі тріумфують; фінальний хор закликає бути терпимішими до зла.

## Зонги
Зонги з «Тригрошової опери», музику до яких написав Курт Вайль, часто виконуються окремо, на концертній естраді і входять в репертуар багатьох видатних співаків. Наприклад, «Балада про Меккі-ножа» стала популярною піснею, серед виконавців — Ернст Буш, Луї Армстронг, Елла Фіцджеральд, Френк Сінатра, Боббі Дарін, Стінг, Роббі Вільямс, The Young Gods і багато інших. Існує запис «Балади» у виконанні Бертольта Брехта, як і іншого зонга — «Пісні про марність людських зусиль» (Das Lied von der Unzulänglichkeit menschlichen Strebens), що також отримала широку популярність, головним чином у виконанні Ернста Буша. Не менш популярний і зонг «Піратка Дженні» (Seeräuberin Jenny), що входив, зокрема, до концертного репертуару Гізели Май.

## Сценічна доля

### Перша постановка
Прем'єра «Тригрошової опери» відбулася в берлінському Театрі на Шиффбауердамм 31 серпня 1928 року. Постановку здійснив Еріх Енгель; художник Каспар Неєр в оформленні спектаклю використовував знайдені їм раніше прийоми: низька завіса, щити з написами. По обидві сторони сцени були встановлені полотняні екрани, на яких з'являлася назва виконуваного зонгу. Оркестр розташовувався на сцені, в глибині її стояв орган, що як би нагадував глядачеві про пишну академічну оперу, яку пародіювала п'єса Брехта; під час виконання зонгів на орган спрямовували кольорові прожектори, а сцена освітлювалася золотистим світлом. Роль Мекхіта виконував Гаральд Паульзен, Пічема — відомий по виступах в Дюсельдорфі і Дрездені провінційний комік Еріх Понто, Селії Пічем — Роза Валетті. Музичний супровід в цій постановці забезпечив оркестр Людвіга Рюта.
Вистава мав гучний успіх, в пресі різних напрямів розгорілася полеміка. Проте більшість критиків сприйняли свиставу схвально, а рецензент «Das Tagebuch» Стефан Гросман навіть захоплено: «Брехт нарешті переміг» — таку назву він дав своїй статті про «Тригрошову оперу». Критик журналу «Театр» (Das Theater) Кюршнер оцінив успіх ансамблю як «найсенсаційніший успіх сезону».
Але було немало і негативних відгуків. Так, рецензент газети «Das Tageblatt» 24 липня 1929 року писав: «Усе, без винятку усе, тут розтоптано, спаплюжено, попрано — починаючи від Біблії і духовенства аж до поліції і взагалі усієї влади. Добре, що при виконанні деяких балад, не усе можна було розчути». Газета «Роте Фане», орган КПН, відмітила в постановці недостатню соціальну конкретність. Публіка, писав Ернст Шумахер, сприйняла «Трикопійчану оперу» як яскравий зразок того самого «кулінарного театру», призначеного для насолоди, якому Брехт прагнув протиставити свій «епічний театр». Проте, успіх був загальновизнаним. Навесні 1929 року спектакль був відновлений в тому ж театрі, але з іншими виконавцями.

### Подальша доля п'єси
«Трикопійчана опера» тим часом ставилася в багатьох театрах Європи. Лише у Німеччині її прийняли до постановки театри найбільших міст, у тому числі Лейпцигу, Мюнхену, Кельну («Кельнер Шаушпільхауз»).
Після приходу нацистів до влади «Трикопійчана опера» була заборонена, як і усі твори Брехта. Навіть грамофонні пластинки з виконанням зонгів з «Трикопійчаної опери» були знищені. Лише випадково в Кельні збереглися чотири екземпляри платівок, наспіваних Лоттою Ленья, виконавицею ролі Джені, і Каролою Неєр, що грала Поллі Пічем на сцені і в кіно.
П'єса приносила Брехту чималий дохід в роки еміграції, і потім Другої світової війни «Трикопійчана опера» часто ставилася в американських і європейських театрах. Проте популярність зіграла з п'єсою злий жарт: на Бродвеї її перетворили на веселий мюзикл, хоча, як пише Ернст Шумахер, це була «найменш близька Брехту царина»(рос.). «„Трикопійчана опера“, — відмітив німецький режисер Клаус Пайман, — найбільший захват викликала у буржуазії, проти якої була спрямована». Ситуацію, за свідченням Е. Шумахера, не змінили і доопрацювання, внесені Брехтом у 1948 році для постановки п'єси в Мюнхені.

### Відомі постановки
- 1928 — Театр на Шиффбауердамм, Берлін. Постановка Еріха Енгеля; художник Каспар Неєр; композитор Курт Вайль. Роли виконували: Мекхіт — Гаральд Паульзен, Пічем — Еріх Понто, Селія Пічем — Роза Валетті, Дженні — Лотта Ленья, Сміт — Ернст Буш. Прем'єра відбулася 31 серпня. Навесні 1929 року виставу було відновлено, на деякі ролі були введені нові виконавці; так, Мекхіта грав Герман Тіміг, Пічема — Леонард Штекель, Поллі Пічем — Карола Неєр, Брауна — Лейбельт.
- 1930 — Камерний театр[ru]. Постановка А. Таїрова; режисер Л. Лук'янов, художники брати Стенберги. Роли виконували: Мекхіт — |Ю. Хмельницький, Пічем — Л. Фенін, Селія Пічем — Є. Уварова, Поллі — Л. Назарова, Дженні — Н. Ефрон, Люсі — Є. Толубєєва, Браун — І. Аркадін (пізніше С. Ценін).
- 1949 — «Каммершпіле», Мюнхен. Постановка Гаррі Буквіца. В ролі Мекхіта — Ганс Альберс.
- 1960 — «Берлінер ансамбль». Постановка Еріха Енгеля; художник Карл фон Аппен.
- 1980 — Московський театр Сатири. Постановка В. Плучека. Роли виконували: Мекхіт — А. Миронов, Пічем — С. Мішулін, Поллі — Н. Корнієнко.
- 2008 — «Берлінер ансамбль». Постановка і оформлення Роберта Вілсона; режисер Анн Кристін Роммен, художник Серж фон Аркс. В головних ролях: Поллі Пічем — Йоганна Грібель и Штефані Штаппенбек,  Мекхіт — Штефан Курт, Пічем — Юрген Хольц, Селія Пічем — Трауте Хесс, Браун — Аксель Вернер, Дженні — Ангела Якобі[12][13].
- 2008 — МХТ ім. Чехова (у перекладі Св. Городецького). Постановка К. Серебренніков; художники М. Симонов і К. Серебренніков. Роли виконують: Меккі — К. Хабенський, Пічем — С. Сосновський, Селія Пічем — К. Бабушкіна, Поллі — К. Лаврова-Глінка, Браун — О. Кравченко, Люсі — М. Зоріна, Дженні — Я. Колесніченко[14]

## В Україні
- 2010 — Волинський обласний академічний музично-драматичний театр імені Тараса Шевченка (в перекладі з німецької Б. Тена та В. Хомічевського). Постановка Петра Ластівки[15].
- 2016 — Полтавський академічний обласний український музично-драматичний театр ім. М.В. Гоголя [Архівовано 7 червня 2017 у Wayback Machine.] (Режисер–постановник — Сергій Павлюк)[16] З альтернативним фіналом.
- 2021 — Львівський національний академічний театр ім. М. Заньковецької. Постановка Максима Голенка.
- 2023 — Сумський національний академічний театр драми та музичної комедії ім. М. Щепкіна. Постановка Максима Булгакова.

## Екранізації
- «Тригрошова опера» // L'Opéra de quat'sous (film, 1931). Французько-німецький фільм режисера Георга Вільгельма Пабста (Georg Wilhelm Pabst).
- «Тригрошова опера» //L'Opéra de quat'sous (film, 1962). Французько-німецький фільм режисера Вольфганга Штаудте (Wolfgang Staudte).
- «Меккі-Ніж» //Mack the Knife (1989). Американський фільм режисера Менахема Голана.